# Sande (Vestfold)
Sande és un antic municipi situat al comtat de Vestfold, Noruega. Té 9.297 habitants (2016) i la seva superfície és de 178,33 km². El centre administratiu del municipi és el poble homònim.